# Shoushan Xingnian
Shoushan Xingnian (chiń. 首山省念, pinyin Shǒushān Shěngniàn; kor. 수산성념 Susan Sŏngnyŏm; jap. Shūzan Shōnen; wiet. Thủ Sơn Tỉnh Niệm; ur. 926, zm. 993) – chiński mistrz chan szkoły linji. Znany także jako Shoushan Sheng/Xingnian i Baoying Sheng/Xingnian.

## Życiorys
Shoushan pochodził z dawnego Laizhou, które obecnie znajduje się w powiecie Ye w prow. Shandong.
Jako młody człowiek opuścił dom rodzinny i udał się do klasztoru Nanchan, gdzie przyjął mnisie wskazania. Potem udał się w podróż po Chinach. W czasie wędrówki śpiewał codziennie Sutrę Lotosu; z tego powodu nadano mu przydomek Nianfahua (Śpiewający Sutrę Lotosu).
Zaprzestał wędrowania po znalezieniu właściwego mistrza chan, którym był Fengxue Yanzhao.
Pewnego dnia, gdy Shoushan usługiwał [mistrzowi], Fengxue powiedział smutno To tragiczne, że droga Linjiego zginie wraz ze mną.
Shoushan spytał Czy wśród mnichów nie ma żadnego, który może ją kontynuować?
Fengxue powiedział Jest wielu bystrych, ale tylko kilku, którzy widzą własną naturę.
Shoushan powiedział Czy jest jakiś w szczególności?
Fengxue powiedział Chociaż obserwowałem [ich] przez długi czas, wciąż obawiam się, że jeśli chodzi o ścieżkę, nie mogę przekazać jej nikomu.
Shoushan powiedział To powinno być możliwe. Proszę powiedz mi o tym więcej.
Później Fengxue wszedł do sali. Oczami błękitnego lotosu Czczonego Przez Świat popatrzył na zgromadzonych mnichów. Następnie powiedział Nadszedł czas abyście się wypowiedzieli. Jeśli nie powiecie niczego, pogrzebiecie starożytnych. Ale co macie do powiedzenia?
Shoushan potrząsnął swoimi rękawami i wyszedł.
Fengxue wziął swój kij i powrócił do swojego pokoju. Jego służący szedł za nim i spytał Dlaczego Nianfahua nie stawił tobie czoła?
Fengxue powiedział Nianfahua rozumie.
Następnego dnia Shoushan i mnich imieniem Zhen Yantou rozmawiali z Fengxuem.
Fengxue spytał Zhena Co to jest, o czym Czczony Przez Świat nie powiedział?
Zhen powiedział Gołąb grucha w koronie drzewa.
Fengxue powiedział Dlaczego mówisz takie głupie zdania? Dlaczego nie chwycisz i nie ucieleśnisz tych słów?
Następnie Fengxue spytał Shoushana A co z tobą?
Shoushan powiedział W podróży trzymaj się dawnej drogi, nie pozwalając cichemu działaniu opaść.
Fengxue powiedział wtedy do Zhena Dlaczego nie możesz zobaczyć, co powiedział Nianfahua?
Był to nieoficjalne uznanie oświecenia Shoushana.
Fengxuan przekazał Dharmę Shoushanowi. Shoushan rozpoczął nauczanie, ujawniając się tylko wtedy kiedy było to konieczne (ze względu na dezintegrację dynastii Tang). Potem rozpoczął stałe nauczanie w Ruzhou na górze Shoushan. Jeszcze później prowadził klasztor Guangjiao w górze Bao’an (Drogocennego Pokoju), w obecnej prowincji Hebei, a następnie klasztor Baoying w Ruzhou.
Mnich spytał Czym jest bodhisattwa zanim stanie się buddą?
Shoushan powiedział Wszystkimi istotami.
Mnich powiedział A czym jest po staniu się buddą?
Shoushan powiedział Wszystkimi istotami. Wszystkimi istotami.
Mnich spytał Czym jest Shoushan?
Shoushan powiedział Wschodnia Góra jest wysoka. Zachodnia Góra jest niska.
Mnich spytał A co o osobie wewnątrz góry?
Shoushan powiedział Na szczęście dla ciebie, mój kij nie jest w mojej ręce.
Przed śmiercią Shoushan wszedł do sali, aby pożegnać się z mnichami. Następnie wyrecytował wiersz
Ten Srebrny Świat, to Złote Ciało
Namiętne lub beznamiętne, razem jedną Prawdą.
Kiedy jasność i ciemność są wyczerpane, żadne nie jaśnieje.
Słońce mija swój zenit ujawniając całe ciało.
Po wyrecytowaniu tego wiersza mistrz siadł i zmarł spokojnie.
Relikwie z jego świętych szczątków zostały umieszczone w wybudowanej stupie.

## Znaczenie mistrza
Shoushan okazał się jednym z najważniejszych mistrzów w historii chanu. Zarówno on, jak i Xinghua Cunjiang, Nanyuan Huiyong i Fengxue Yanzhao musieli się zmagać z przeciwnościami, aby utrzymać nauki i ducha szkoły linji, oraz przekazać je uczniom. Do mistrza Shishuanga Chuyuana (986–1039) (6 pokolenie od mistrza Linjiego) szkoła linji znajdowała się w bardzo trudnej sytuacji i w każdej chwili groziło jej zniknięcie.
Dodatkowo Shoushan działał w niezwykle trudnych warunkach powstałych pod koniec panowania dynastii Tang. Panowała anarchia, cały kraj był we wrzeniu, wybuchały bunty, a bandyci panoszyli się właściwie wszędzie. Dlatego mistrz początkowo ujawniał się i nauczał, tylko wtedy, kiedy było to konieczne.
Jednak musiał dość szybko stać się bardzo znanym i szanowanym mistrzem, skoro powierzono mu prowadzenie dwóch nowych klasztorów Baoying i Guangjiao. Świadczy to także o tym, że jego działalność została zauważona i doceniona przez miejscowe elity, które wbrew tragicznej sytuacji państwa, nie obawiały się fundować nowych klasztorów. Z biografii mistrza wiadomo, że prominentni członkowie elity lokalnej byli w klasztorach podczas jego otwierających mów Dharmy.
Według Tiansheng guangdeng lu mistrz miał 12 oświeconych uczniów, co niewątpliwie poprawiło wątłą dotychczas szkołę linji. Z tej dwunastki, aż czterech otrzymało najwyższe dostępne uhonorowanie mnicha – purpurową szatę. Kilku z tych mistrzów miało swoich spadkobierców: Taizi Shanzhao – sześciu, Guyin Yuncong – 10 i Zhenhui Yuanlian – 1.
Z tych względów uważa się mistrza Shoushana za „założyciela” szkoły linji w okresie dynastii Song. Zarówno sam mistrz, jak i później jego uczniowie stali się bardzo wpływowi na dworze cesarskim nowej dynastii.

## Linia przekazu Dharmy zen
Pierwsza liczba oznacza liczbę pokoleń od Pierwszego Patriarchy chan w Indiach Mahakaśjapy.
Druga liczba oznacza liczbę pokoleń od Pierwszego Patriarchy chan w Chinach Bodhidharmy.
- 36/9. Baizhang Huaihai (720–814)
  - 37/10. Huangbo Xiyun (zm. 850)
    - 38/11. Linji Yixuan (zm. 867)
      - 39/12. Baozhou Yanzhao (bd)
        - 40/13. Xiyuan Siming (bd)

      - 39/12. Zhiyi Daozhe (bd)
        - 40/13. Suozhou Tankong (bd)

      - 39/12. Guanqi Zhixian (zm. 895)
        - 40/13. Luzu Sanjiao (bd)

      - 39/12. Sansheng Huiran (Zhenzhou) (bd)
        - 40/13. Zhenzhou Dabei (bd)

      - 39/12. Luopu Yuan’an (834–898)
      - 39/12. Xinghua Cunjiang (Weifu) (830–925)
        - 40/13. Nanyuan Huiyong (Baoying) (860–930)
          - 41/14. Fengxue Yanzhao (896–973)
            - 42/15. Guang Huizhen (bd)
            - 42/15. Chang Xingman (bd)
            - 42/15. Shoushan Xingnian (Shoushan Shengnian, Baoying) (926–993)
              - 43/16. Guanhui Yuanlian (951–1036) (także Zhenhui Yuanlian)
                - 44/17. Yang Yi (974–1020) wydał i obdarzył wstępem Chuandeng lu' (1009)

              - 43/16. Shexian Guixing (bd)
                - 44/17. Fushan Fayuan (991–1067) (zobacz: szkoła caodong -przypisy)

              - 43/16. Guangjiao Guisheng (bd)
              - 43/16. Tiefo Zhisong (bd)
              - 43/16. Guyin Yuncong (965–1032)
                - 44/17. Li Zunxu (988–1038) Guangdeng lu
                - 44/17. Yongqing Guangpu (bd)
                - 44/17. Fenghuang Liaotong (bd)
                - 44/17. Shouning Huiling (bd)
                - 44/17. Zhuyuan Faxian (bd)
                - 44/17. Yongfu Yanzhao (bd)
                - 44/17. Dacheng Dezun (bd)
                - 44/17. Jingqing Zhusu (bd)
                - 44/17. Cuiyan Huiyue (bd)
                - 44/17. Starszy Yueyuan (bd)

              - 43/16. Sanjiao Zhisong (bd)
              - 43/16. Huangbo Mi (bd)
              - 43/16. Renwang Chuping (bd)
              - 43/16. Zhimen Huihan (bd)
              - 43/16. Nantai Qikuang (bd)
              - 43/16. Lumen Huizhao (bd)
              - 43/16. Ganming Huaizhi (Shoushan) (bd)
              - 43/16. Fenyang Shanzhao (Taizi) (947–1024)